# Diphyus nuncius
Diphyus nuncius là một loài tò vò trong họ Ichneumonidae.